# Pennal
Pennal est un village et une communauté du Gwynedd, au pays de Galles.

## Géographie
Pennal est situé dans le sud du Gwynedd, sur la rive droite de la Dyfi (en) qui marque la frontière du Powys. La route A493 (en) traverse le village.

## Histoire
Owain Glyndŵr séjourne à Pennal en 1406. C'est là qu'il compose la Lettre de Pennal adressée au roi de France Charles VI.

## Démographie
Au recensement de 2011, la communauté de Pennal comptait 404 habitants.